# Československo na Letních olympijských hrách 1992
Československo na Letních olympijských hrách 1992 ve španělské Barceloně reprezentovalo 104 sportovců, z toho 9 žen. Nejmladší účastnicí byla plavkyně Martina Moravcová (16 let, 193 dní), nejstarším účastníkem pak lukostřelec Martin Hámor (49 let, 145 dní). Reprezentanti vybojovali 7 medailí, z toho 4 zlaté, 2 stříbrné a 1 bronzovou.

## Československé medaile
| Medaile | Jméno                     | Sport             | Disciplína           |
| ------- | ------------------------- | ----------------- | -------------------- |
| Zlato   | Jan Železný               | Atletika          | Muži hod oštěpem     |
| Zlato   | Robert Změlík             | Atletika          | Muži desetiboj       |
| Zlato   | Lukáš Pollert             | Kanoistika        | Muži C1 vodní slalom |
| Zlato   | Petr Hrdlička             | Sportovní střelba | Muži trap            |
| Stříbro | Jiří Rohan Miroslav Šimek | Kanoistika        | Muži C2 vodní slalom |
| Stříbro | Václav Chalupa            | Veslování         | Muži skif            |
| Bronz   | Luboš Račanský            | Sportovní střelba | Muži průběžný cíl    |